# Vila Nova de Cacela
Vila Nova de Cacela és una freguesia portuguesa del municipi de Vila Real de Santo António, amb 44,46 km² d'àrea i 3.872 habitants (al cens del 2021). La densitat de població n'és de 87,1 hab/km², és per això que és classificada com a Àrea de Baixa Densitat (ordenança 1467-A/2001).

## Població

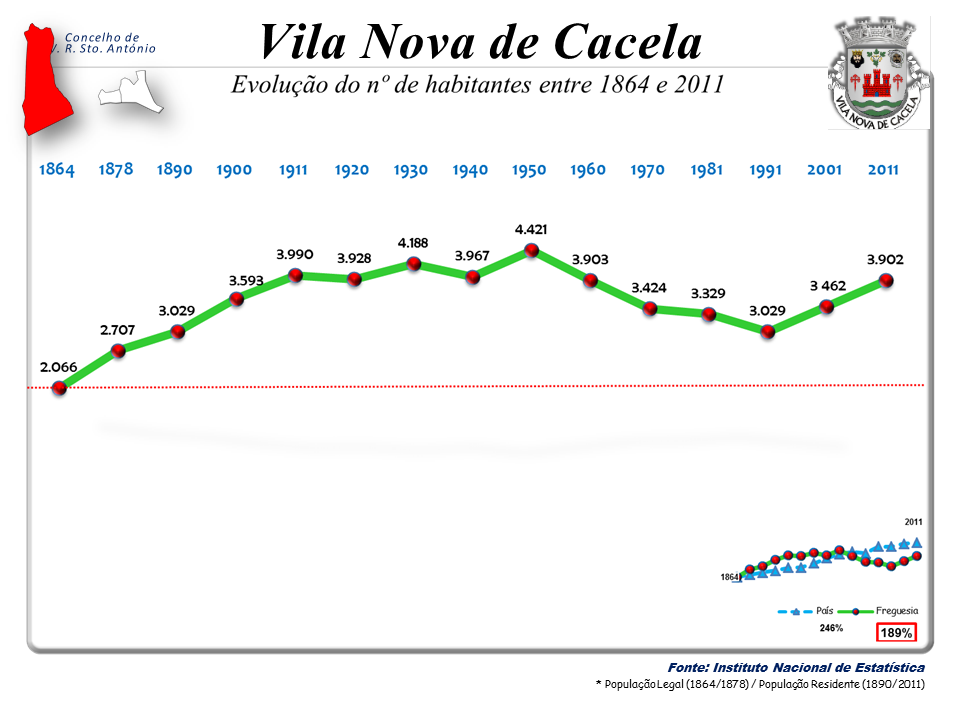
Evolució de la població 1864 - 2011

Vila Nova de Cacela comença a desenvolupar-se a la primeria del segle XX en una àrea rural de quintes, principalment per la construcció de l'estació ferroviària i l'antiga EN125.

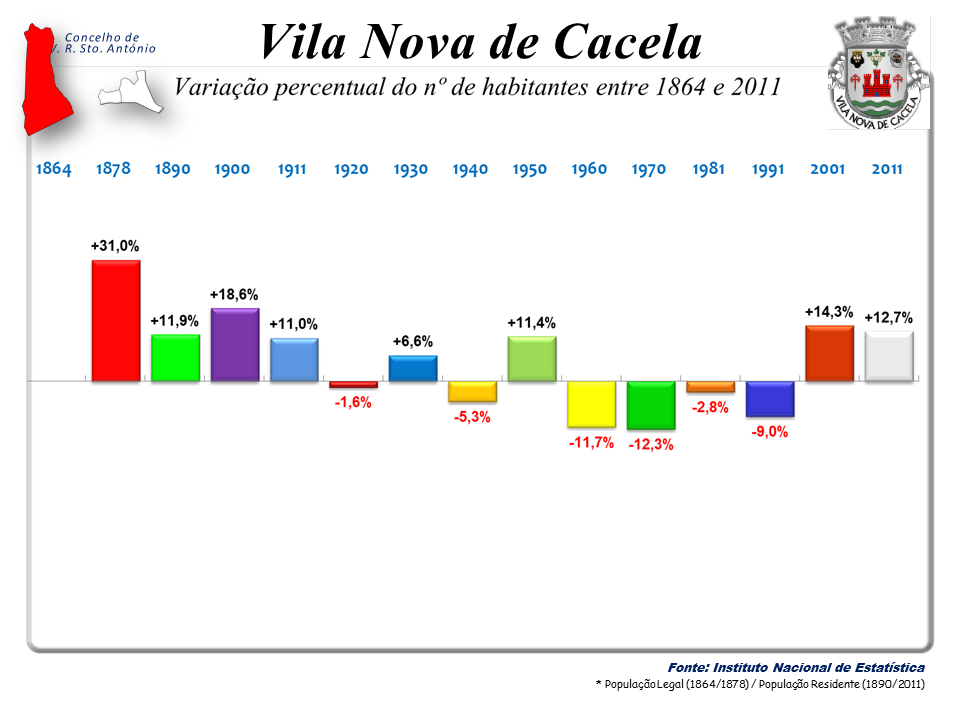
Variació de la població 1864 - 2011

Vora aquesta via de comunicació sorgeixen els primers edificis de la nova vila, que en créixer ha absorbit els antics llogarets tradicionals, amb una toponímia interessant: Buraco, Bornacha, Monte Grande, Poço Velho, Venda Nova, Coutada i Carvoeira. En la mateixa època sorgeix també alguna indústria relacionada amb l'agricultura, com un molí i premsa d'oli.

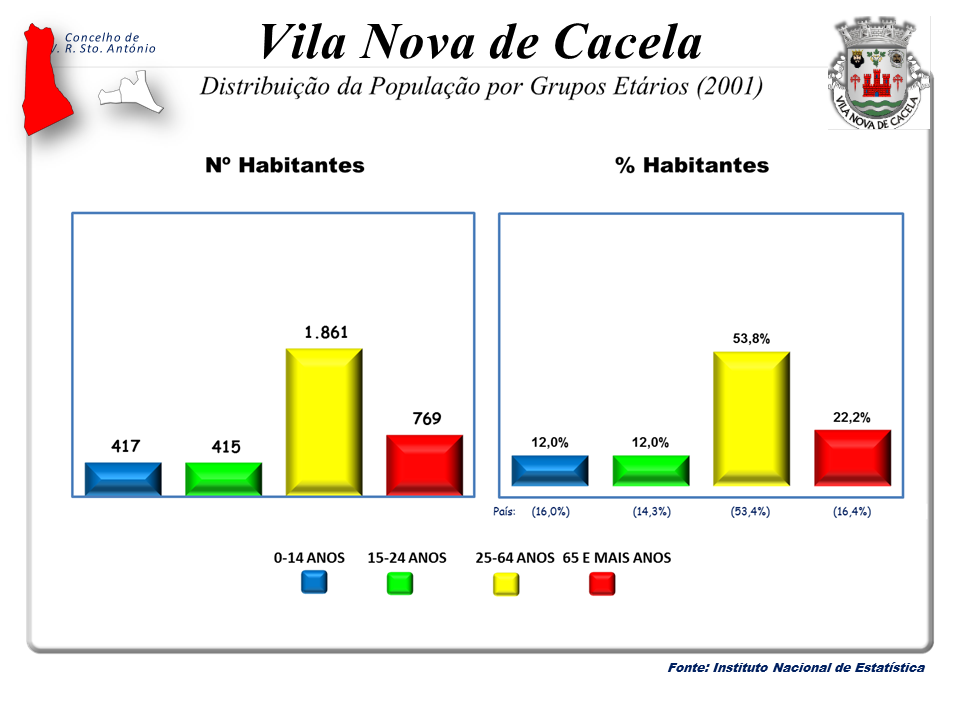
Població al 2001

Al voltant de la població principal els llogarets de la freguesia són: Pocinho, Portela, Cevadeiras, Quinta Manuel Alves, Lota, Praia do Alto, Igreja, Fábrica, Terra Branca, Nora, Ribeiro do Junco, Areias, Marcela, Beco, Corujeira, Fonte Santa, Caliço, Quatro Estradas, Alfarrobeira, Poço das Cotovias, Arrife, Torre dos Frades, Rodeio, Cruz de Morto, Monte da Pita, Corte António Martins, Ribeira da Gafa, Pomar, Monte Novo i Pedra Alva.

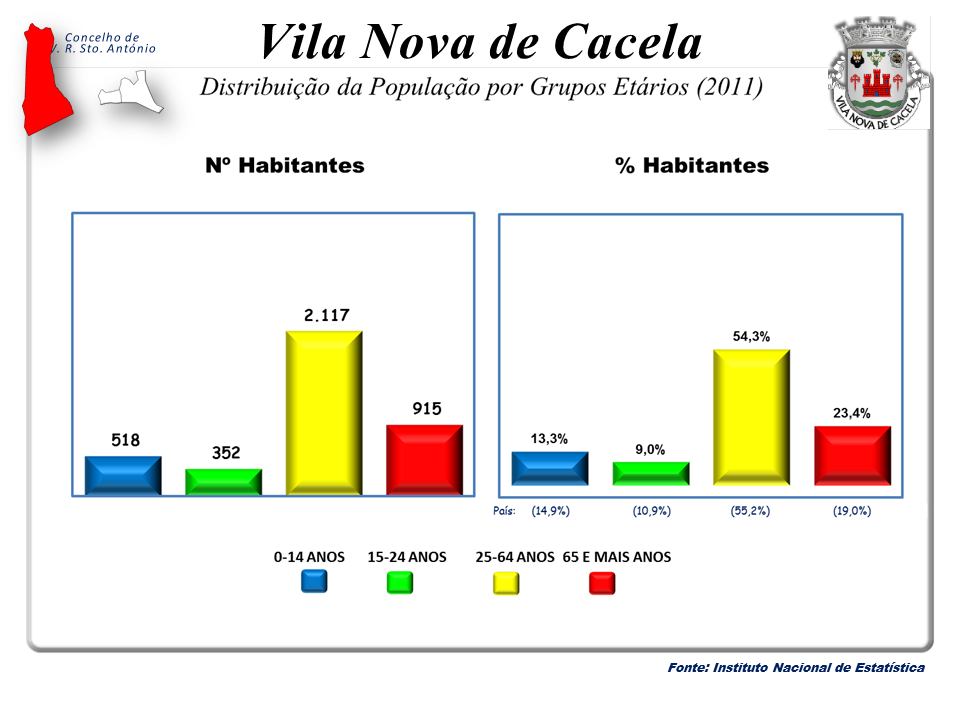
Població al 2011

## Història

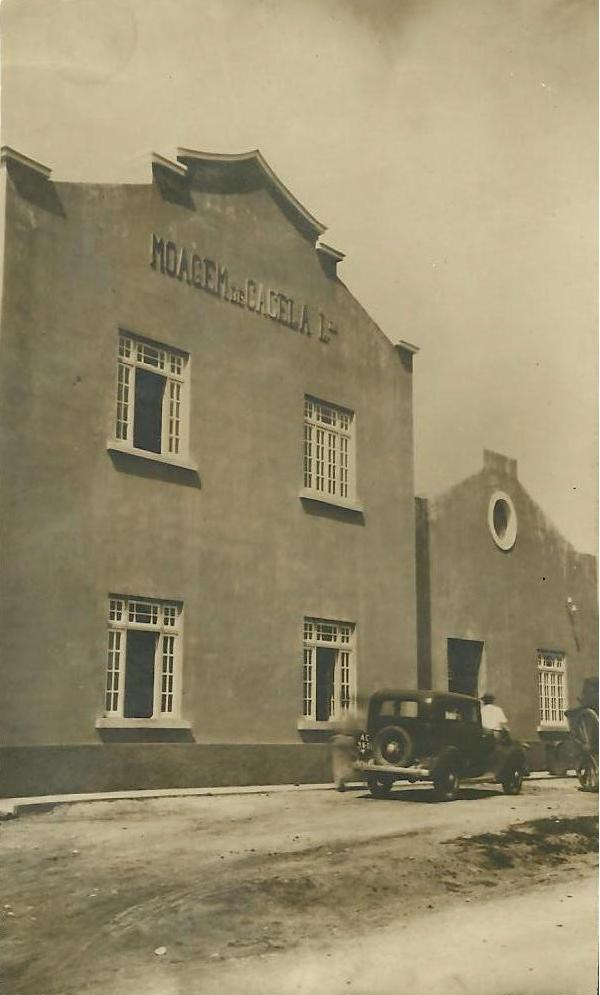
Antic molí de Cacela, a mitjan. L'edifici ja no existeix.

Vila Nova de Cacela fou elevada a vila pel Decret 12:978 de 4 de gener de 1927, data en què la seu de la freguesia de Cacela fou transferida del llogaret d'Església (Cacela Velha) al conjunt de Coutada, Bornacha i Buraco. S'estava en plena dictadura militar, amb el president de la República el mariscal Carmona i el ministre d'Interior José Ribeiro Castanho (nascut a Cacela).

## Geografia
Està territorialment separada de la resta del municipi per les freguesies d'Altura i Castro Marim, al municipi de Castro Marim, i constitueix així un enclavament del municipi de Vila Real de Santo António.

### Biot
En la vegetació natural predomina al litoral el pi pinyer associat a l'alzina surera; a la franja calcària interior l'alzina s'associa a la garrofera i al llentiscle; i a la regió serrana l'alzina surera s'associa a l'alzina.
Els conreus predominants són els d'ametla, olivera, garrofera, de la figuera i la taronja, que s'adapten molt bé als sòls profunds i fèrtils que es troben des de la regió serrana fins a la mar.

### Ribeira de Cacela
Petit curs d'aigua la importància del qual està relacionada amb l'existència d'un dels dipòsits fòssils més importants del país, així com d'un interessant sistema de rec que inclou un assut d'origen desconegut, i les ruïnes d'un molí. També hi trobem en aquesta riba formacions càrstiques i una font on segons les llegendes apareixen àrabs encantats.

### Santa Rita
Petit llogaret que conté en la rodalia alguns vestigis arqueològics, forns de calç, sénies i cases típiques, així com una capella del segle xviii dedicada a santa Rita.

### Ria Formosa

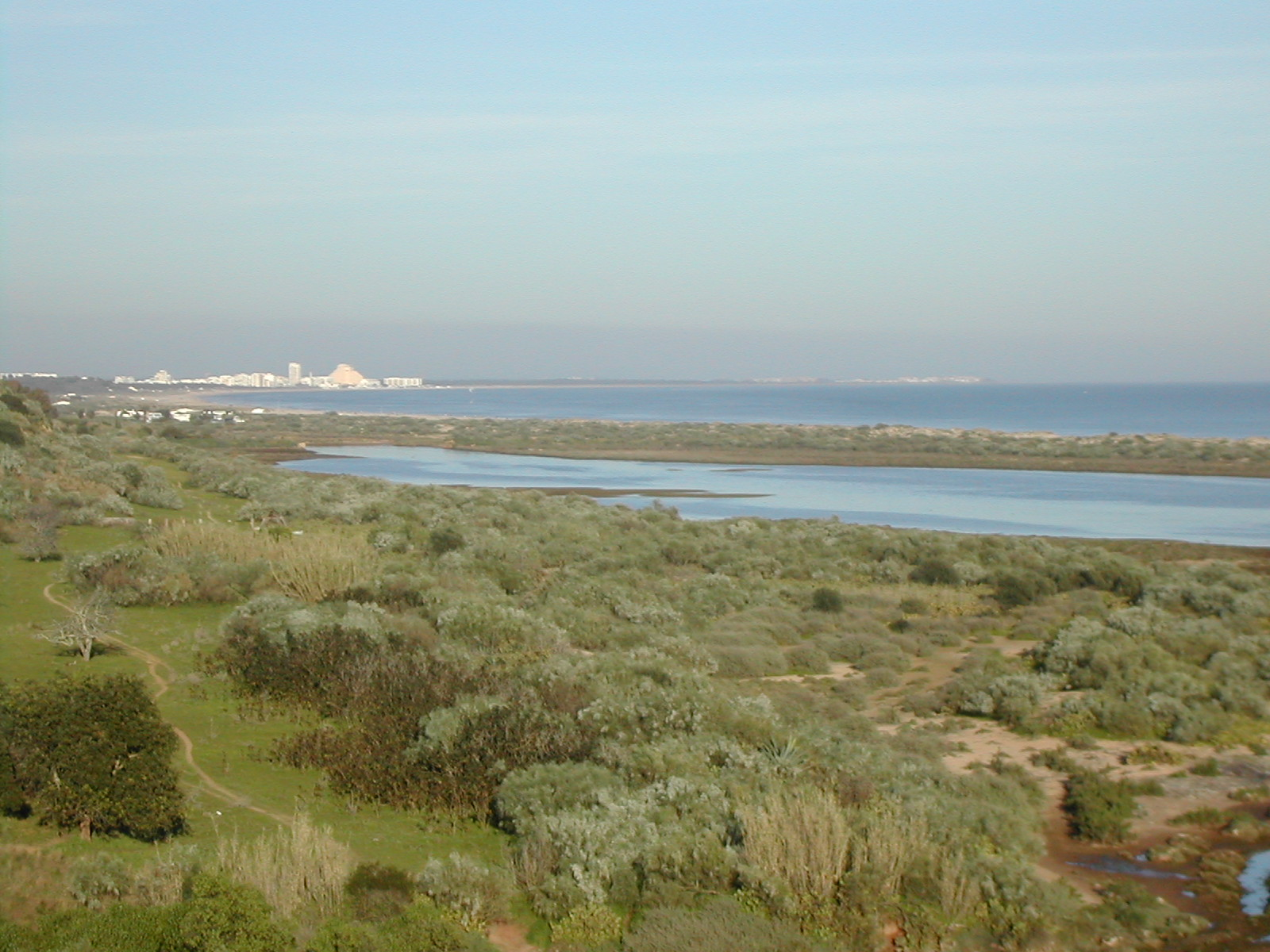
Tram final de la ria Formosa entre Cacela Velha i Manta Rota

Llac amb una fauna i flora rica i separada del mar per un fràgil sistema d'illes i penínsules arenoses, canals i salines; en aquesta freguesia es troba l'extrem est del Parc Natural de ria Formosa -la península de Cacela, compresa entre la barra de Cabanas i la platja de Manta Rota-, des d'on es veu un paisatge singular; junt a la ria, prop de Manta Rota, es troba una calçada medieval i un penya-segat fòssil ben conservats.
El Parc Natural de Ria Formosa s'estén al llarg de 60 km de costa, entre Ancão i Manta Rota, coincidint amb una llacuna formada per sediments portats per la mar i per les línies d'aigua de la conca hidrogràfica. Limita al sud per un cordó dunar amb dues penínsules -Ancão i Cacela- i illes barrera arenoses separades per barres -Barreta, Culatra, Armona, Tavira i Cabanas.
Com tots els sistemes litorals d'aquest tipus, el cordó dunar de la ria Formosa està subjecte a l'erosió i la deriva litoral.
La geometria de la costa front a Cacela ha variat al llarg dels segles en funció dels corrents marítims, de les tempestes, dels sismes i de l'acció humana. Cacela Velha ha estat, alternadament, dins i fora de la ria Formosa, i ha tingut al davant, en diferents èpoques, illes barrera més o menys amples, barres o arenals. Per exemple, a la primeria del segle XX, la barra de Cacela era el punt terminal de la ria Formosa, hi desembocava el canal de Tavira, via marítima d'accés a aquella ciutat.
La ria Formosa té una gran riquesa biològica, amb diversitat de fauna i de flora, sobretot com a hàbitat d'aus aquàtiques. El paisatge, humanitzat, es completa amb cursos d'aigua.
A la freguesia hi ha quintes amb edificis vuitcentistes; i des del Caliço, s'observa el Cerro de Sâo Miguel (411 m) i la Serra de Tavira (525 m).
La pedra calcària existent a la zona de Cacela és del Juràssic: presenta petites esferes carbonatades de la grandària d'ous de peix, resultants de la deposició de carbonats a l'entorn de petits nuclis (fragments de conquilla o grans d'arena) en zones d'onatge. No s'hi troben fòssils, però l'existència d'oolítits i pisòlits indiquen un medi de deposició en aigües poc profundes, energètiques i calentes.

## Patrimoni històric
- Monuments de la Quinta da Nora i Hisende da Marcela
- Cacela Velha o nucli històric de Cacela Velha
- Forn romà de Quinta do Muro
- Castell de Cacela
- Fortalesa de Cacela
- Església Parroquial de Cacela Velha o església de Nossa Senhora da Assunçâo